# エゾアジサイ
エゾアジサイ（蝦夷紫陽花、学名：Hydrangea serrata var. yesoensis）は、アジサイ科アジサイ属の落葉低木。別名では、ムツアジサイともよばれている。植物分類学では、ヤマアジサイの変種とされる。

## 分布と生育環境
日本の北海道、本州（京都府以北の日本海側の多雪地帯）、九州（北部と大隅半島）に分布し、深山の沢沿い、薄暗いやや湿った場所に自生する。庭や公園にも植栽されている。多雪地帯では冬場は雪に埋まり、見かける機会は少ない。
ただし、福井県以西のものはヤマアジサイの多雪適応型とする見解もある。また、南九州の一部に産する本種とされたものは、その後（2001年）別種（または亜種）のナンゴクヤマアジサイ (H.serrata var.australis) として記載された。

## 特徴
落葉広葉樹の低木で、高さは1 - 1.5メートル (m) くらいになる。日本海側の多雪地帯では、幹が積雪で倒されて横に伸びていることが多い。幹は灰褐色から茶褐色で、皮目は少ない。葉に葉柄があり、茎に対生し、葉身は大きく、長さ10 - 17センチメートル (cm) の楕円形で、葉縁には粗い鋸歯がある。
花期は6 - 8月で、青色、青淡色の小さな両性花のまわりに花弁4枚の装飾花をつける。装飾花も大きく、直径は3 - 4 cmほどあり、花色は青紫色や淡紅色、白色がある。両性花は結実して果実（蒴果）をつくる。果序は冬にも残り、花色の青味を帯びることがある。
冬芽は、枝先の頂芽は芽鱗がすぐに脱落してしまい裸芽となる。側芽は枝に対生する。冬芽のわきにある葉痕は三角形から腎形で、維管束痕が3個つく。

## シノニム
- Hydrangea macrophylla (Thunb.) Ser. subsp. yesoensis (Koidz.) Kitam. (1974)[7]
- Hydrangea belzonii Siebold et Zucc. (1839)[8]
- Hortensia cuspidata (Thunb.) H.Ohba et S.Akiyama f. yesoensis (Koidz.) H.Ohba et S.Akiyama (2016)[9]
- Hydrangea macrophylla (Thunb.) Ser. var. megacarpa Ohwi (1949)[10]
- Hydrangea serrata (Thunb.) Ser. var. megacarpa (Ohwi) H.Ohba (1989)[11]
- Hydrangea serrata (Thunb.) Ser. subsp. yesoensis (Koidz.) Kitam. (1951)[12]
- Hydrangea macrophylla (Thunb.) Ser. var. acuminata (Siebold et Zucc.) Makino f. yesoensis (Koidz.) Ohwi (1953)[13]
- Hydrangea macrophylla (Thunb.) Ser. var. megacarpa Ohwi f. stellifera （和名：ホシザキエゾアジサイ）[14]